# Schwarzwaldmädchen Marie
Das Gemälde Schwarzwaldmädchen Marie (BC 24) des deutschen Malers Lovis Corinth zeigt ein junges Mädchen als Vollporträt in Frontalansicht. Es wurde von ihm 1885 im Prechtal im Schwarzwald gemalt.

## Bildbeschreibung
Auf dem Bild ist ein Mädchen in Frontalansicht dargestellt. Es trägt ein helles Kopftuch sowie ein Halstuch, beide mit einem gleichartigen Blumenmuster. Der Oberkörper ist mit einer weißen Bluse und einer dunkleren Schürze bzw. einem Kleid bekleidet. Das Mädchen trägt dunkle Schuhe und hält in der linken Hand einen Strauß mit Feldblumen, in der rechten einen Wasserkrug. Der Blick des Mädchens ist nach vorn gerichtet.
Das Mädchen steht am Ufer eines kleinen Flusses, der sich etwa in der Bildmitte von rechts nach links durch das Bild zieht. Auf der Seite ist das Ufer von krautigen Pflanzen bewachsen, im Hintergrund am anderen Ufer stehen einzelne Bäume.
Das Bild ist in der am mittleren rechten Bildrand mit
Lovis Corinth Prechtal 1885
signiert.
Eine farbige Reproduktion des Bildes ist nicht vorhanden. Laut dem Werkverzeichnis von Charlotte Berend-Corinth trug das Mädchen ein Mieder mit weißen kurzen Ärmeln und eine große rosa Schürze.

## Hintergrund und Deutung

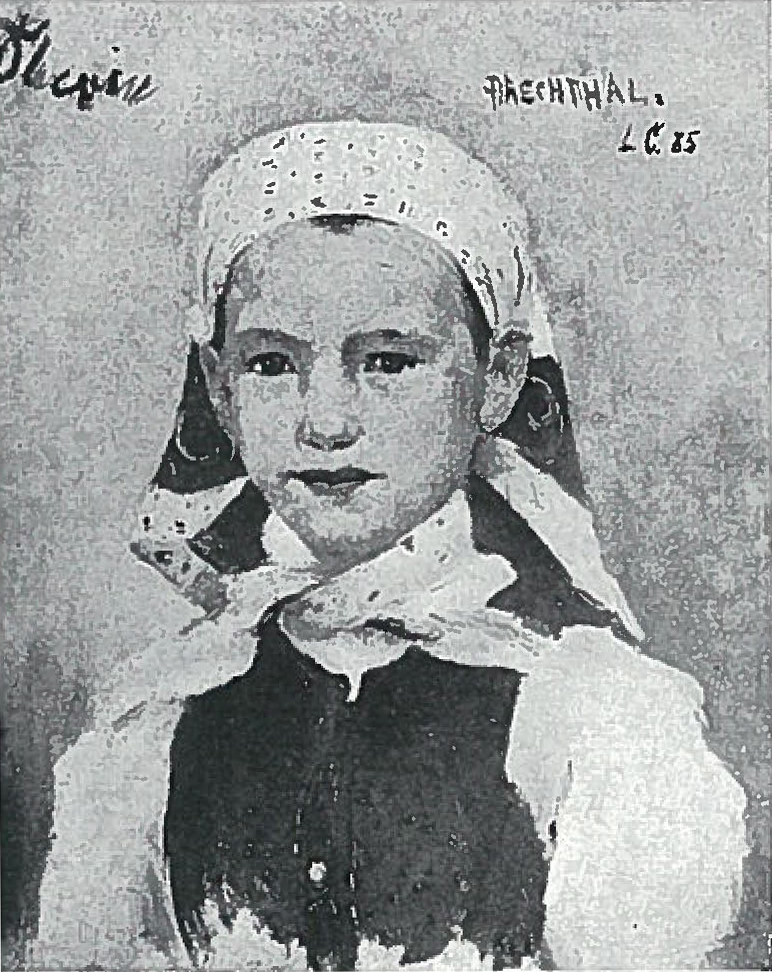
Schwarzwaldmädchen, 1885

Das Bild ist ein Frühwerk Corinths und entstand gemeinsam mit dem Bild Schwarzwaldmädchen (BC 23) bei einem Besuch des Künstlers im 1885 im Prechtal im Schwarzwald. Bei dem zweiten Bild handelt es sich um ein breitformatiges Kopfporträt des Mädchens.
Charlotte Berend-Corinth schrieb in ihrem Werkverzeichnis der Gemälde ihres Mannes von einem Brief, den sie nach dessen Tod von einer Wirtin aus dem Prechtal erhalten habe. Diese erinnerte sich „ganz frisch“ an die „Stunden, wie sie als kleines Mädel von Corinth gemalt wurde“, und teilte ihre Erinnerungen mit:

„Manchmal sei er traurig gewesen, weil die anderen Leute seine Bilder nie schön gefunden hätten. Ein anderes Mal wäre sie plötzlich unartig geworden und habe die Blumen, die sie in der Hand halten sollte, hinter sich in das Wasser geworfen. Darauf wäre Corinth furchtbar böse geworden, hätte mit dem Fuss aufgestampft und schrecklich geschimpft. Sie hätte aber sofort gesehen, dass er das bereute, denn er wäre gleich wieder sehr freundlich zu ihr geworden. Ihr selbst tat es auch leid, weil sie gefühlt hätte, wie herzensgut er war.“

## Provenienz und Ausstellungen
Das Gemälde des Schwarzwaldmädchens befand sich laut Werkverzeichnis im Privatbesitz von Erich Weber in Königsberg, der Verbleib danach ist unbekannt. Ausgestellt wurde es laut Werkverzeichnis auf der Gedächtnisausstellung nach dem Tod Corinths in der Berliner Nationalgalerie 1926, bei dem Weber als Leihgeber benannt wurde.

## Belege
1. 1 2 3 4 5  Charlotte Berend-Corinth: Lovis Corinth. Werkverzeichnis. Neu bearbeitet von Béatrice Hernad. Bruckmann Verlag, München 1958, 1992; BC 24, S. 58. ISBN 3-7654-2566-4.
2. ↑  Charlotte Berend-Corinth: Lovis Corinth. Werkverzeichnis. Neu bearbeitet von Béatrice Hernad. Bruckmann Verlag, München 1958, 1992; BC 23, S. 58. ISBN 3-7654-2566-4.
3. 1 2  Charlotte Berend-Corinth: Lovis Corinth. Werkverzeichnis. Neu bearbeitet von Béatrice Hernad. Bruckmann Verlag, München 1958, 1992; Briefe und Zitate, Nr. 1. Zu Katalog Nr. 23 und 24. ISBN 3-7654-2566-4.
4. ↑  Lovis Corinth. Katalog der Ausstellung Lovis Corinth. Ausstellung von Gemälden und Aquarellen zu seinem Gedächtnis in der Nationalgalerie Berlin, 1926; S. 21.